# Flumsnack
Flumsnack är en svensk kortfilm från 1994 i regi av Avril Dishaw. Filmens fotades av Alma Linder och producerades av Filmverkstan.

## Rollista
- Lotta Pollack	– sköterskan
- Olof Hansson – sig själv
- Pia Garde	– "new age"–byråkraten
- Birgitta Sundberg – irriterad byråkrat
- Ali-Reza Modjallal – patienten
- Björn Gustafson – ängeln
- Sten Ljunggren – döden
- Jenna Pollack	– döden
- John Pollack – mannen med stegen